# Biłozoryna
Biłozoryna (ukr. Білозорина) – wieś na Ukrainie, w obwodzie iwanofrankiwskim, w rejonie nadwórniańskim, w hromadzie Pasieczna. W 2001 roku liczyła 828 mieszkańców.